# Jernbaneterrænet på Vesterbro
Jernbaneterrænet på Vesterbro er et mere end 50 hektar stort areal på Vesterbro i København. Arealet er principielt afgrænset af gaderne Bernstorffsgade, Kalvebod Brygge, Vasbygade, Enghavevej, Ingerslevsgade, Reventlowsgade og Vesterbrogade. Området er primært opbygget og udviklet i det 20. århundrede, men er i dag under kraftig forandring i forbindelse med, at mange jernbanefunktioner er blevet flyttet ud af København.
Væsentlige dele af området er af Kulturarvsstyrelsen udpeget som en del af det nationale industriminde Jernbanen mellem København og Korsør

## Historie
Indtil midten af det 19. århundrede er hovedparten af området en del af havnebassinet. Danmarks første jernbane etableres fra Roskilde til København og åbnes i 1847. Banen føres ind fra Valby, syd om Carlsberg, og fortsætter på den banedæmning, som vi i dag kender som Sønder Boulevard. Københavns første banegård anlægges på omtrent samme sted som den nuværende, dog med sporene ført ind vinkelret på de nuværende. Hermed findes oprindelsen til den nordligste del af området, som det kendes i dag.
Jernbanedæmningen etableres langs den daværende strandlinie og afskærer såvel ejendommen Belvedere som den Kongelige Skydebane fra stranden. Dette sker i medfør af ekspropriationslov af 1845. Hovedparten af det eksisterende terræn var dermed stadigvæk en del af Øresund.

## Hovedbanegården
Det besluttes at flytte de københavnske baneanlæg i forbindelse med etableringen af Københavns anden hovedbanegård, som ligger omkring den nuværende Palads biograf. Den nye banegård indvies i 1864, og dermed forsvinder betydningen af det eksisterende baneterræn.
Frem mod århundredeskiftet sker der en massiv opfyldning ud for Kalvebod Strand, hvilket igen gør området interessant for jernbanen og i perioden 1895 til 1901 etableres en ny godsbanegård og dermed starten på det store område.
I starten af det 20. århundrede etableres den tredje og nuværende hovedbanegård, som indvies i 1911. Stationen er fra starten udstyret med de eksisterende seks perroner med 12 spor og med den eksisterende fordeling mellem fjernbane- og nærbanespor. Arbejdet med Boulevardbanen fortsætter og i 1917 indvies denne banestrækning, og banegården bliver en gennemkørselsstation.
Områdets ekspansion fortsætter ufortrødent op igennem det meste af det 20. århundrede. Den sidste del af årene op mod årtusindskiftet markerer dog et vendepunkt, da flere funktioner flyttes ud af området, og i forbindelse med åbningen af Øresundsbroen sker der et væsentligt fald i antallet af godstog, som ankommer sydfra og skal brydes om inden transport ad ringbanen til frihavnen, da de fulde stammer nu kan passere direkte over broen til Sverige.

## Bygninger, konstruktioner og anlæg
Det samlede område indeholder i dag et stort antal anlæg, fra de ældste jernbanerelaterede, som står delvist ubenyttede hen, til helt nye og moderne anlæg, som viser områdets fremtid. Området er i forandring, og større arealer omlægges fra jernbane til andre formål, men væsentlige jernbaneanlæg vil vedblive med at karakterisere området.

### Banegårde og stationer
Københavns Hovedbanegård beliggende nordligst i området mellem Bernstorffsfgade og Reventlowsgade. Københavns Godsbanegård med sine store sporanlæg henligger i den sydlige og vestlige del af området. Dybbølsbro S-Station ligger næsten midt i området udfor Ingerlevsgade.

### Kommandoposter
På området ligger et antal kontrolcentre for afvikling af togtrafikken, bl.a. Post tårnet (egentlig Kommandopost Tårnet, der også er kendt som Det Gule Palæ), den nye kommandopost på Godsbanegården fra 1970, Kommandopost Fjern (for Hovedbanegården), der også rummer fjernstyringscentral for bl.a. Kystbanen og banen til Peberholm.

### Værksteder og vedligeholdelse
De ældste eksisterende anlæg er DSB's centralværksteder ved Otto Busses Vej, hvoraf  lokomotivværkstedet og El-teknik fortsat er i brug.
I den østlige del af området fra Dybbølsbro og mod Hovedbanegården ligger IC3-klargøringscentret, der er opført i 1980'erne.
Umiddelbart syd for Ingerslevsgade, mellem Dybbølsbro og Enghavevej, ligger klargøringscenter for såvel S-bane som fjerntog, det sidstnævnte også benævnt Belvedere.

### Postvæsenet
Siden starten af 1900-tallet havde postvæsenet besat den østlige afgrænsning af området mod Bernstorffsgade, syd for Hovedbanegården. Dette område blev dog solgt af Post Danmark i midten af 2010erne. Fra nord mod syd findes stadig den store rødstensbygning, Centralpostbygningen, som er blevet indrettet til hotel. Postterminalen fra slutningen af 1970'erne blev nedrevet i slutningen af 2010erne sammen med administrationsbygningen ud til Bernstorffsgade, der oprindeligt husede Postgiro.

### Boliger og administration
Nord for Vasbygade, i den første del af Otto Busses Vej har DSB fortsat dele af sin administration placeret i bygningen syd for lokomotivværkstedet.
For enden af Otto Busses Vej, nærmest Enghavevej findes Den Gule By, der også kendes under navnet Kineserbyen. Bebyggelsen var indtil for nylig alene beboet af personale tilknyttet DSB's hjælpevognstjeneste.

### Yderligere bygninger
På hjørnet af Bernstorffsgade og Kalvebod Brygge lå oprindeligt Godsbanegårdens terminal med tilhørende godshotel KB32. Den gamle godsterminal er nu blevet fjernet og Rigsarkivets nye bygninger opført sammen med to moderne kontorbygninger. Projektet er navngivet 'Ny Kalvebod'. Der bliver anlagt to nye gader i området som pr. 1. juni 2009 navngives Carsten Niebuhrs Gade og Arni Magnussons Gade.
I den sydvestlige del af området nærmest Gammel Vasbygade lå tidligere DSB containerterminal, som er under rydning for overdragelse til metroen.

### Veje, stier, broer og tunneller
Den eneste egentlige adgangvej til området er den forgrenede Otto Busses Vej, som løber ind i området fra Kalvebod Brygge, passerer igennem området med centralværkstederne for at ende ved Den Gule By, hvorfra en fodgængertunnel skaber forbindelse under jernbanen til Enghavevej. Fra dette område er der ligeledes adgang Det Gule Palæ, som er bedst kendt fra filmen Olsen Banden på sporet.
Fra Skelbækgade går en bil- og fodgængerbro (Dybbølsbro) over arealet og skaber forbindelse til indkøbscentret Fisketorvet samt Kalvebod Brygge.
Syd for hovedbanegården føres Tietgensgade via Tietgensbroen henover spor og perroner og forbinder til Ingerslevsgade. Fra broen er der nedgang til perronerne som kommer fra banegårdsbygningen, samt til perronen for spor 26, der er anlagt syd for broen.
Den vedtagne lokalplan 433 sikrer, at der i fremtiden kan anlægges yderligere cykel- og fodgængerforbindelser henover dele af området.

### Sporanlæg
Det samlede sporanlæg består af tre primære sporanlæg, med kun få indbyrdes forbindelser.
Nordligst ligger S-banens spor, syd herfor ligger fjernbanens spor, herefter Godsbanegårdens store anlæg og sydligst sporene til centralværkstedet (som teknisk er en del af Godsbanegården).

#### Stationer og fri bane
Jernbaneteknisk indeholder området stationerne Københavns Hovedbanegård (Nær), Københavns Hovedbanegård (Fjern), Københavns Godsbanegård, station Skelbæk og station Bavnehøj.
Området omfatter herudover et antal strækninger uden for stationerne – fri bane. Dybbølsbro T såvel som de tilstødende stationer Sydhavnen T, Enghave T og Vesterport T er alle holdesteder på fri bane.

#### Tilslutninger til jernbanenettet
Det samlede jernbaneanlæg har fire primære forbindelsesveje. Den østgående mod Sverige forbindelse er kun fjerntogsbane, mens de øvrige er såvel S-tog som fjerntog.
- Mod nord er der forbindelse via Hovedbanegården til Boulevardbanen.
- Mod vest udgår Vestbanen under Enghavevej mod Enghave Station.
- Mod syd på en bro over Enghavevej ved Sydhavn Station udgår hhv. Køge Bugt-banen (S-tog) og godsforbindelsesbanen mod Vigerslev (fjerntog). De to baner følges ad til København Syd Station.
- Mod øst udgår Øresundsbanen i tunnel under Sydhavnsgade mod Sverige.

Tidligere fandtes endvidere tilslutning via en særskilt, svingbar jernbanebro ved Langebro til et omfattende sidesporsnet på Islands Brygge og den daværende Amagerbanen, ligesom et antal sidespor tidligere var lagt ud til industrivirksomheder i Sydhavnen, og der var spor til Carlsberg samt – gennem tunnel under Ingerslevsgade – til Kødbyen.

### Kørestrøm
Ved Otto Busses Vej anlagdes i 1930'erne den oprindelige "omformercentral" for nærbanen (S-banen) sammen med omformerstation Enghave. Fra omformercentralen kunne man fjernstyre de øvrige omformerstationer for nærbanen.
I slutningen af 1900-tallet blev ligeledes fjernbanen elektrificeret.

### Sikringsanlæg
Området er dækket af såvel elektromekanisk- som relægruppestyrede anlæg for alle tre banetyper.

## Fremtiden
Jernbanemæssigt arbejdes der dels med at etablere et 6. hovedspor for S-banen, såvel som projekt 'KØR', der skal øge kapaciteten på den sydgående regionalbane.
Den tidligere DSB containerterminal er under rydning for at skabe plads til et fremtidigt vedligeholdelsescenter for den af Folketinget vedtagne Metro-Cityring.
Banedanmark undersøger mulighederne for at anlægge en hjælpeperron i forbindelse med Dybbølsbro station for at aflaste fjerntrafikken på Hovedbanegården.
Området indeholder yderligere væsentlige arealer som ligger øde hen og afventer yderligere planlægning.